# Darcy DiNucci
 (août 2025).
Darcy DiNucci est autrice, créatrice de sites Web et experte en expérience utilisateur. Elle invente le terme Web 2.0 en 1999 et prédit l’influence qu’il aurait sur les relations publiques.

## Biographie
Darcy DiNucci travaille dans la conception Web et l'expérience utilisateur dans plusieurs entreprises, notamment Ammunition, Method, Adaptive Path, Sequence et Smart Design.
En 1999, Elle introduit le concept du Web 2.0 et anticipe l'influence qu'il aura probablement sur les relations publiques dans un article paru dans Print Magazine,,.

## Œuvres
- (en) Darcy DiNucci, The Macintosh Bible, Peachpit Press, 1994, 5e éd. (ISBN 978-1-56609-140-4).
- (en) Darcy DiNucci, Maria Giudice et Lynne Stiles, Elements of Web Design, Peachpit Press, 1998, 2e éd. (ISBN 978-0-201-69698-1).
- (en) Darcy DiNucci, « Fragmented Future », Print, vol. 53, no 4,‎ 1999, p. 221–222 (lire en ligne [PDF]).
- (en) Darcy DiNucci, Macromedia Flash Interface Design : Twelve Effective Interfaces and Why They Work, Peachpit Press, 2003 (ISBN 978-0-321-12399-2).
- (en) Darcy DiNucci, Adobe Master Class, Web Site Redesigns : Makeovers from Nine Top Design Teams, Adobe Press, 2002 (ISBN 978-0-201-75864-1).